# Ꜳ̋
Pour les articles homonymes, voir AA.
Cette page contient des caractères spéciaux ou non latins. S’ils s’affichent mal (▯, ?, etc.), consultez la page d’aide Unicode.
Ꜳ̋ (minuscule ꜳ̋) est une voyelle et un graphème utilisé en vieux norrois au Moyen Âge. C’est une ligature appelée « double a accent aigu », « a dans l’a accent aigu », « a a liés accent aigu », « a a collés accent aigu » ou « aa accent aigu ». Elle est formée de la lettre ligature a dans l’a ‹ Ꜳ › et du double accent aigu.

## Représentations informatiques
L’a dans l’a accent aigu peut être représenté avec les caractères Unicode suivants :
| Forme     | Représentation | Chaîne de caractères | Point de code | Description                                               |
| --------- | -------------- | -------------------- | ------------- | --------------------------------------------------------- |
| majuscule | Ꜳ̋              | Ꜳ◌̋                   | U+A733 U+030B | lettre majuscule latine aa diacritique double accent aigu |
| minuscule | ꜳ̋              | ꜳ◌̋                   | U+A732 U+030B | lettre minuscule latine aa diacritique double accent aigu |